# Condado de Putnam (Geórgia)
O Condado de Putnam é um dos 159 condados do Estado americano de Geórgia. A sede do condado é Eatonton, e sua maior cidade é Eatonton. O condado possui uma área de 934 km², uma população de 18 812 habitantes, e uma densidade populacional de 21 hab/km² (segundo o censo nacional de 2000). O condado foi fundado em 10 de dezembro de 1807.